# Ethniki Odos 95
Die Ethniki Odos 95 / Εθνική Οδός 95 (griechisch für ‚Nationalstraße 95‘) ist eine der wichtigsten Verkehrswege der Insel Rhodos und gleichzeitig außer der Ethniki Odos 88 die einzige Nationalstraße der Insel.
Sie beginnt im Süden von Rhodos-Stadt und endet nach ca. 58 km etwas südlich von Lindos. Ein Teil der Strecke ist autobahnähnlich ausgebaut.

## Ausbau
Bis zum Jahr 1999 war die Nationalstraße auf der kompletten Strecke nur einspurig ausgebaut, was dazu führte, dass es vor allem in der Sommerzeit große Schwierigkeiten gab, schnell in den Süden der Insel zu kommen, da aufgrund des hohen Touristenaufkommens die Strecke hoffnungslos überlastet war. Daher wurde zur Jahrtausendwende ein erster Abschnitt von Rhodos-Stadt bis Faliraki zweispurig mit getrennten Richtungsfahrbahnen ausgebaut, um dem hohen Verkehrsaufkommen gerecht zu werden.
Seit Sommer 2008 laufen zudem zwischen Faliraki und Kolymbia die Vorbereitungen zum vierstreifigen Ausbau, ein Fertigstellungstermin ist derzeit noch nicht bekannt. Weitere Planungen sehen vor, die Nationalstraße bis Lindos autobahnähnlich auszubauen.
In der veröffentlichten offiziellen Nummerierung und Ausweisung der Autobahntrassen im Januar 2008 durch das Generalsekretariat des Ministeriums für Umwelt, Raumordnung und Öffentliche Bauten ist keine Autobahn auf Rhodos ausgewiesen, wobei ein autobahnähnlicher Ausbau hiervon nicht tangiert wird.

## Sehenswürdigkeiten entlang der Strecke
An der Ostküste entlangführend, befinden sich viele Sehenswürdigkeiten an oder in unmittelbarer Nähe zur Straße, darunter (von Nord nach Süd geordnet)
- die Thermen von Kallithea (1,2 km entfernt)
- die Anthony-Quinn-Bucht (1,8 km entfernt)
- Epta Piges (Sieben Quellen) mit ihrem begehbaren Bewässerungstunnel
- die beiden Klöster von Tsambika sowie ein schöner Sandstrand in der Bucht von Tsambika
- die Innenstadt und Akropolis von Lindos
- sowie etwas abseits auch viele kleine Kapellen und Kirchen.

Thermen von Kallithea
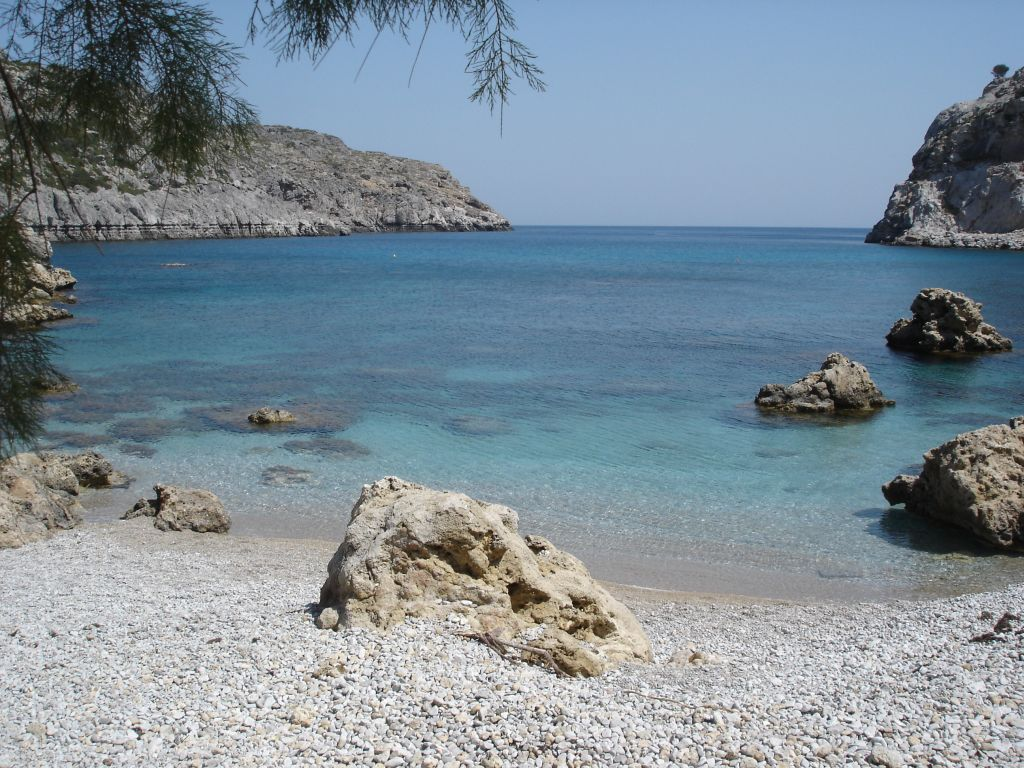
Anthony-Quinn-Bucht
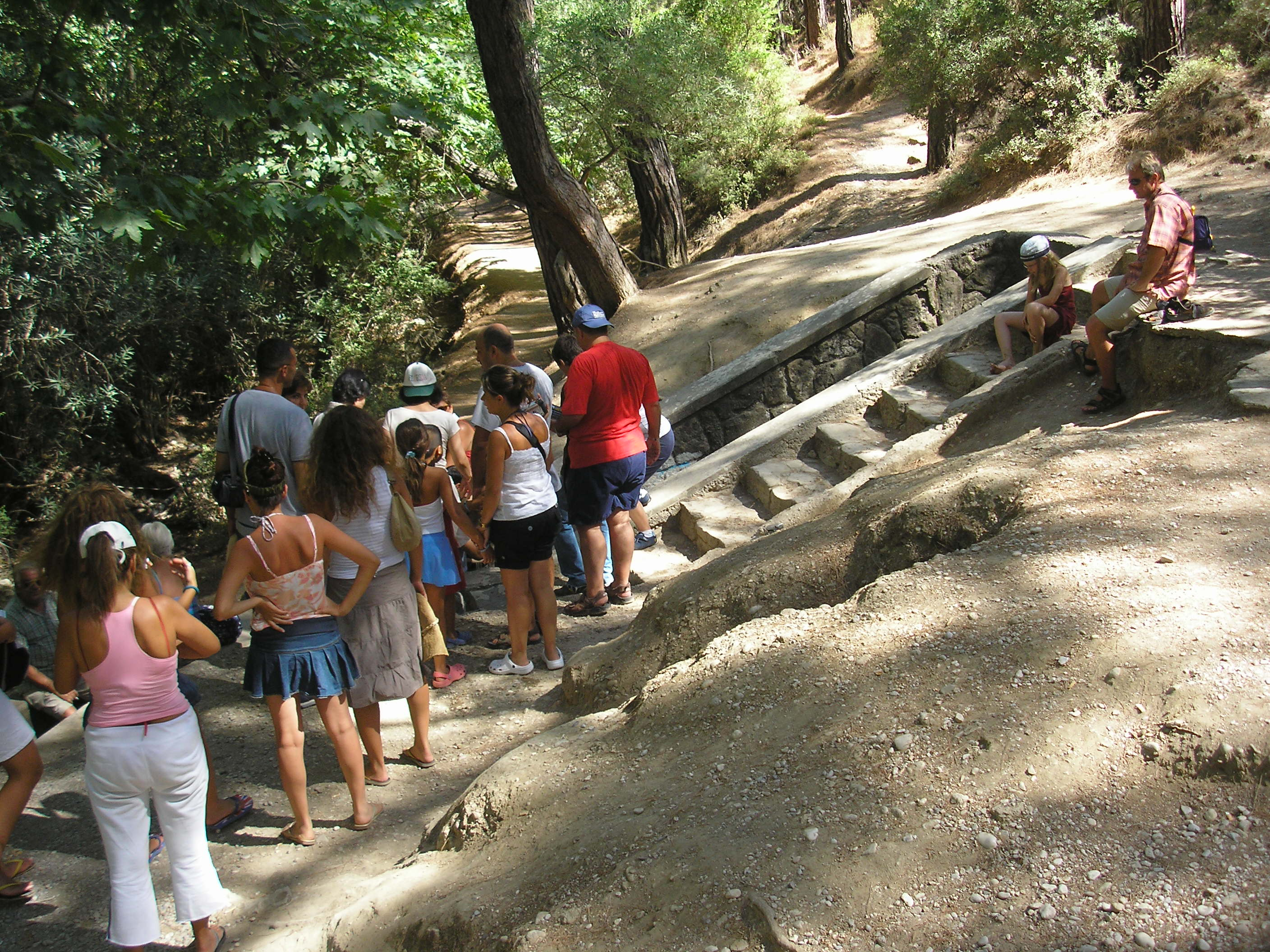
Bewässerungstunnel bei Epta Piges
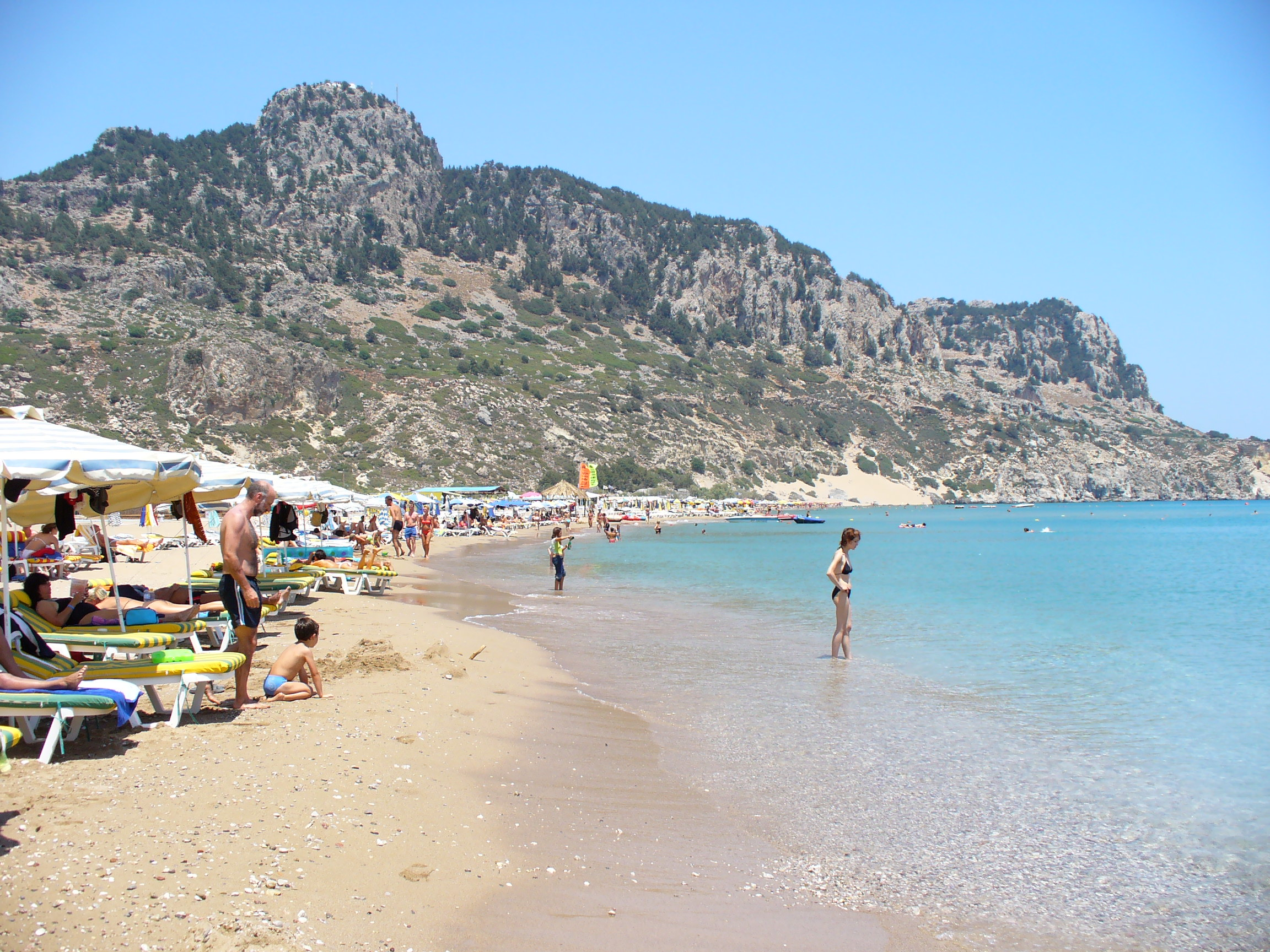
Blick vom Strand auf das Kloster
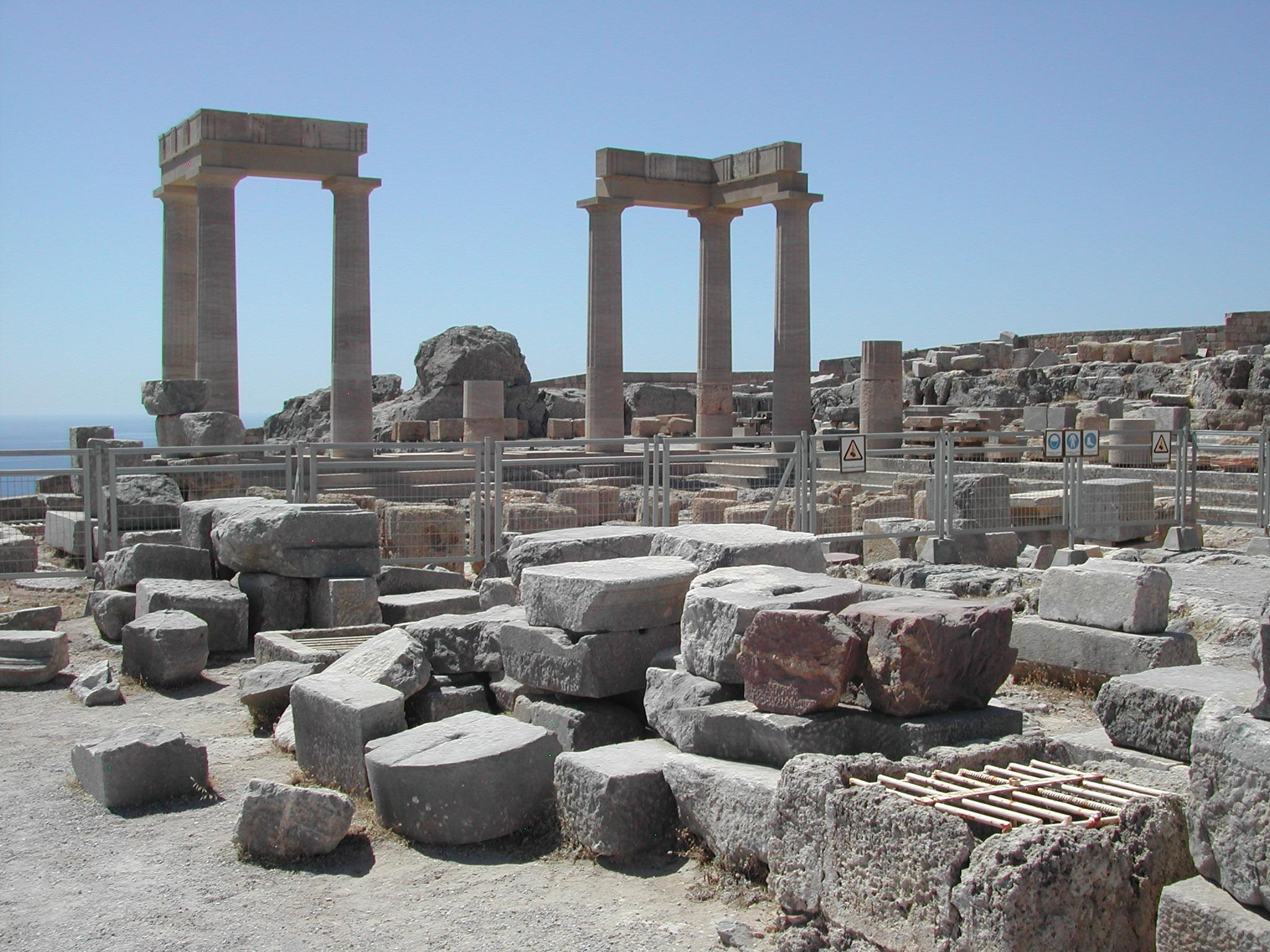
Akropolis von Lindos